# Jiřina Čížková
Jiřina Čížková, rozená Písařovicová (17. září 1908 Praha – 19. května 1994 Kanada), byla lékařka, první profesorka v oboru dětského lékařství, odbornice v oblasti endokrinologie a dorostového lékařství, zakladatelka československé dětské endokrinologie.

## Život
Jiřina Čížková pocházela z rodiny lékaře a pro své budoucí povolání se rozhodla již na gymnáziu. Po jeho absolvování se přihlásila ke studiu medicíny na lékařské fakultě, kde 21. prosince 1931 promovala. Svou praxi začala v České dětské nemocnici v Praze, kam se následně vrátila v době okupace. Mezitím působila jako odborná asistentka na II. dětské klinice, kde spolu s prof. Jiřím Brdlíkem založila poradnu pro diabetické děti, kterou poté sama vedla. Výjimečným počinem bylo zorganizování ozdravných táborů pro diabetiky, z nichž první realizovaný v roce 1935 byl vůbec první ve Střední Evropě. Od počátku své kariéry se zaměřovala také na oblast endokrinologie a stala se zakladatelkou její dětské odnože u nás. Jako zakladatelka stála u zrodu Endokrinologické společnosti Československé lékařské společnosti J. E. Purkyně, kde pak působila řadu let jako místopředsedkyně. V roce 1946 se stala první docentkou pediatrie v Československu a o rok později založila dětské oddělení kliniky Univerzity Karlovy v Praze. V roce 1950 získala coby první žena titul „doktor věd“ v oblasti pediatrie a ženské prvenství si připsala také jako mimořádná profesorka dětského lékařství na Universitě Karlově. V roce 1967 se stala profesorkou řádnou. V pozdějších aktivitách se zaměřovala na dorostové lékařství a působila také jako poradkyně ministerstva zdravotnictví v této oblasti.

## Rodina
Jiřina Čížková byla vdaná a měla syna, který se stal fyzikem a odstěhoval se do Kanady. V roce 1973 se za ním a jeho rodinou přestěhovala.

## Členství v organizacích a ocenění
- od r. 1960 Royal Society of Medicine v Londýně
- 1962 titul zasloužilý lékař
- od r. 1964 expertka komise pro péči o mládež při WHO
- 1992 „Pamětní medaile J. E. Purkyně.“
- Čestnou členkou americké Society for Adolescent Medicine